# Литовеж
Лито́веж (раніше Літовеж, Литовиж) — село в Україні, у Володимирському районі Волинської області. Населення становить 1355 осіб. Центр Литовезької сільської громади.

## Географія
Селом протікає річка Берізка, права притока Західного Бугу.

## Історія
У XIV ст. литовські князі вибудували замок з потужними земляними укріпленнями і сторожовими вежами. Перші згадки про Литовеж в історичних документах належать до XV ст. У 1501 році надане Магдебурзьке право підтвердив польський король Сигізмунд I.
У 1906 році село Грибовицької волості Володимир-Волинського повіту Волинської губернії. Відстань від повітового міста 27 верст, від волості 7. Дворів 285, мешканців 1710.
Біля села знаходиться поселення двошарове: доба енеоліту(4-3 тисячоліттям до н. е)та раннього заліза(кін 2 тис. -поч. 1 тис. до н.е)
Після ліквідації Іваничівського району 19 липня 2020 року село увійшло до Володимир-Волинського району.

## Населення
Згідно з переписом УРСР 1989 року чисельність наявного населення села становила 1607 осіб, з яких 724 чоловіки та 883 жінки.
За переписом населення України 2001 року в селі мешкало 1506 осіб.

### Мова
Розподіл населення за рідною мовою за даними перепису 2001 року:
| Мова       | Відсоток |
| ---------- | -------- |
| українська | 99,00 %  |
| російська  | 0,66 %   |
| білоруська | 0,27 %   |

## Відомі люди
Уродженцем села є Якобчук Володимир Вікторович (1987—2014) — молодший сержант Збройних сил України, учасник російсько-української війни.

## Церква
Дивом вцілілий у Першу світову війну образ Богородиці, який знаходиться у Свято-Введенській церкві і досі проявляє свою чудодійну силу[джерело?].

## Галерея

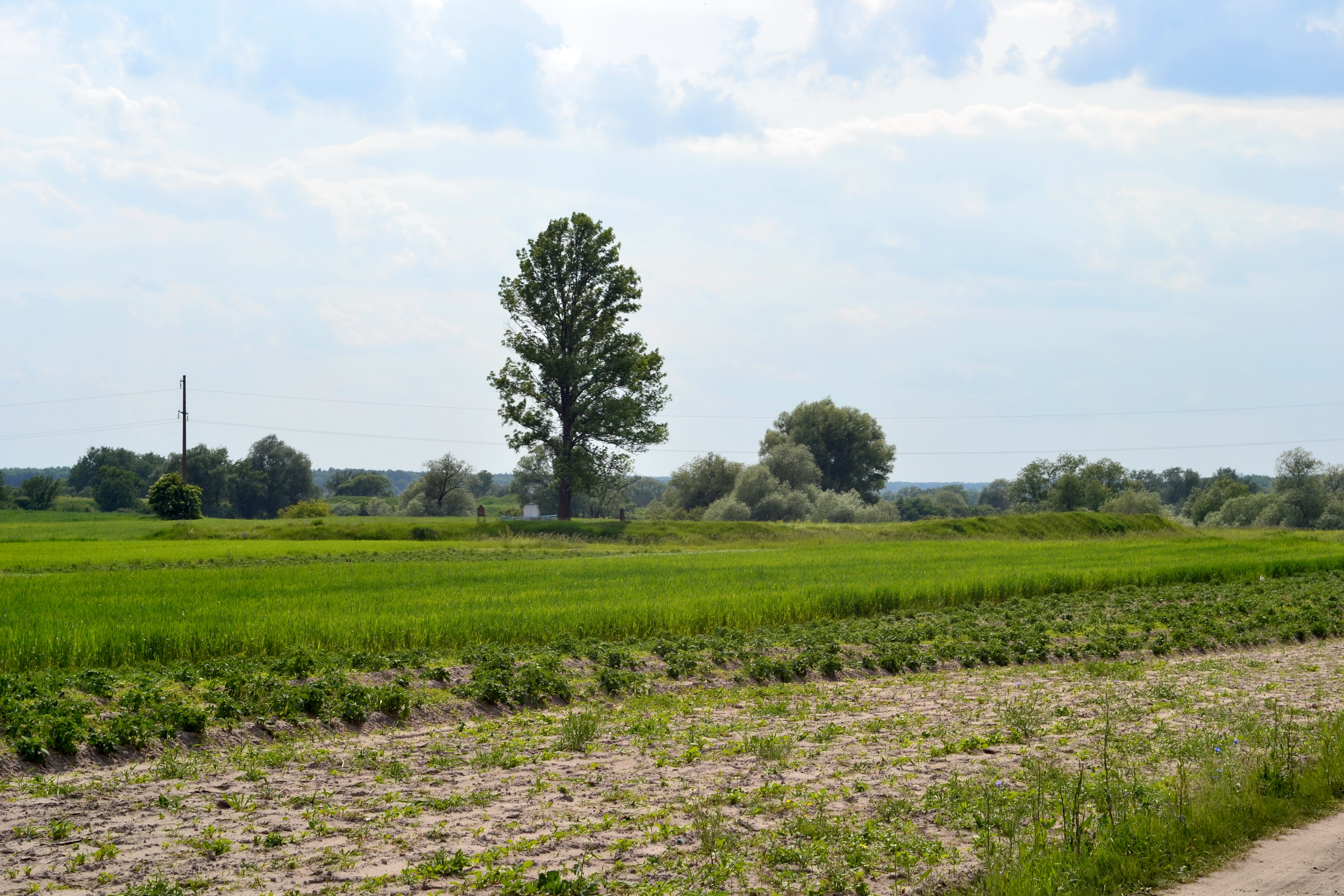
Городище «Замок» (XI-XIII ст.)
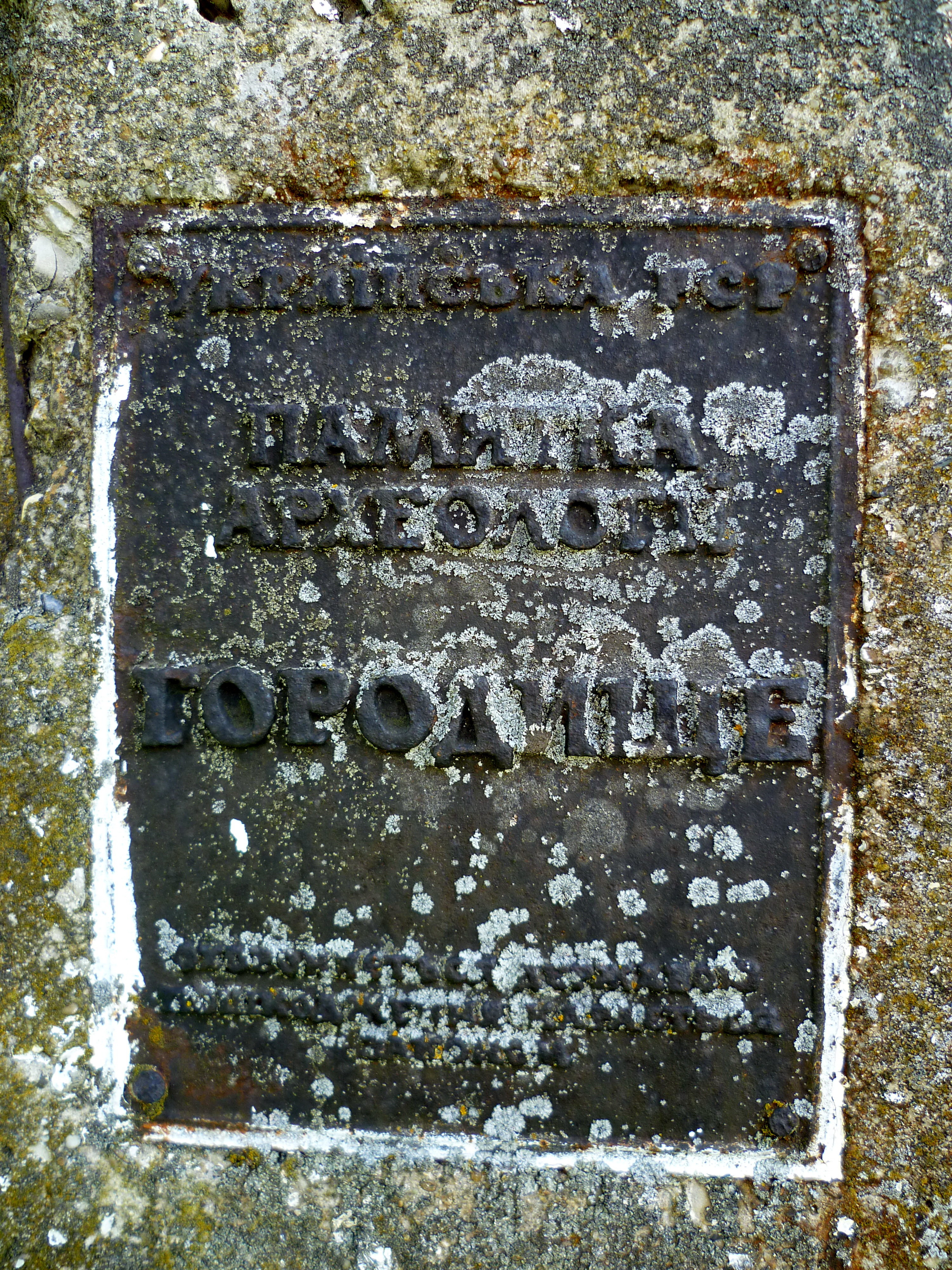
Охоронна дошка на знаку городища «Замок»
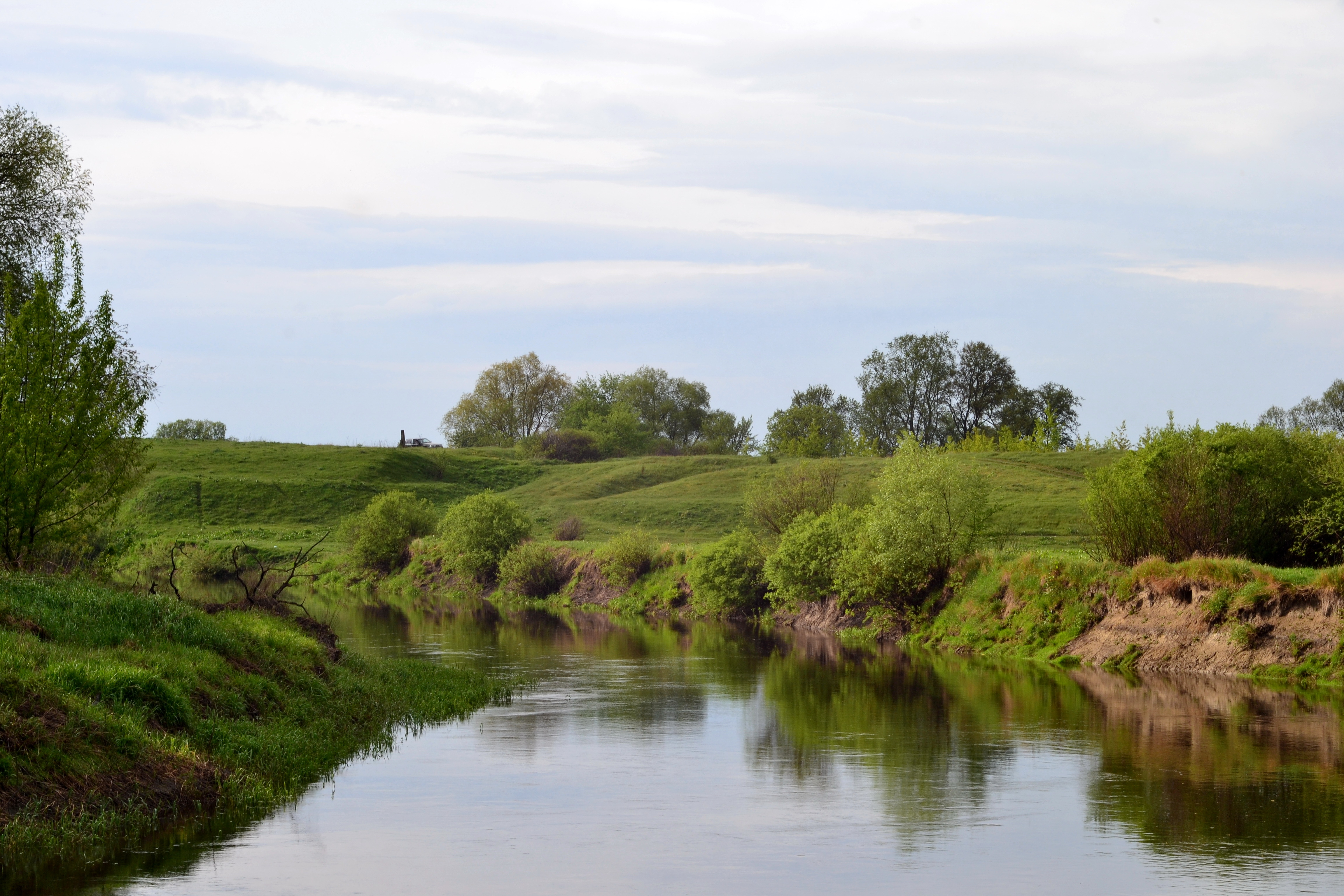
Городище «Гірка» (XI-XIII ст.)
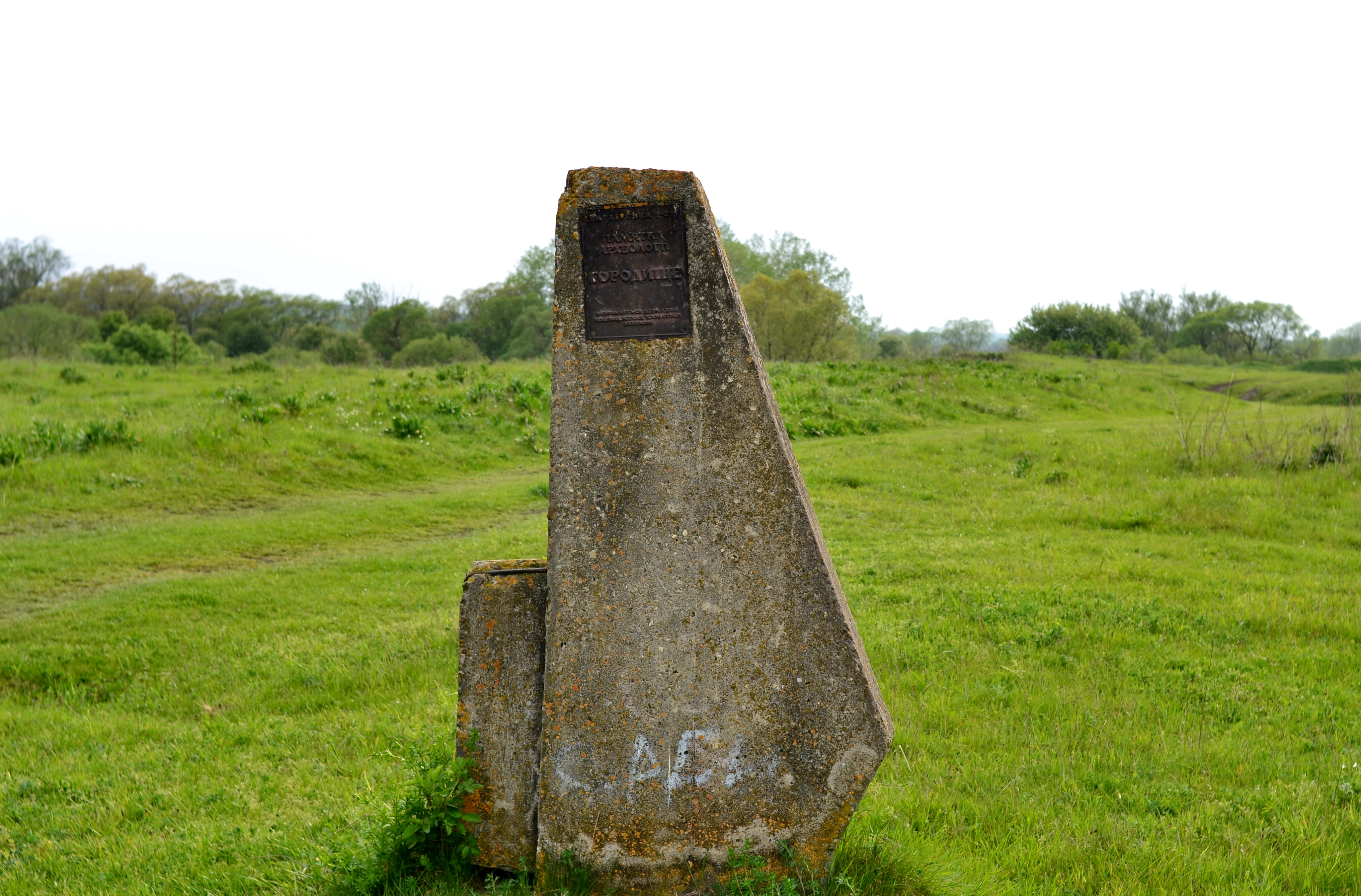
Охоронний знак городища «Гірка»
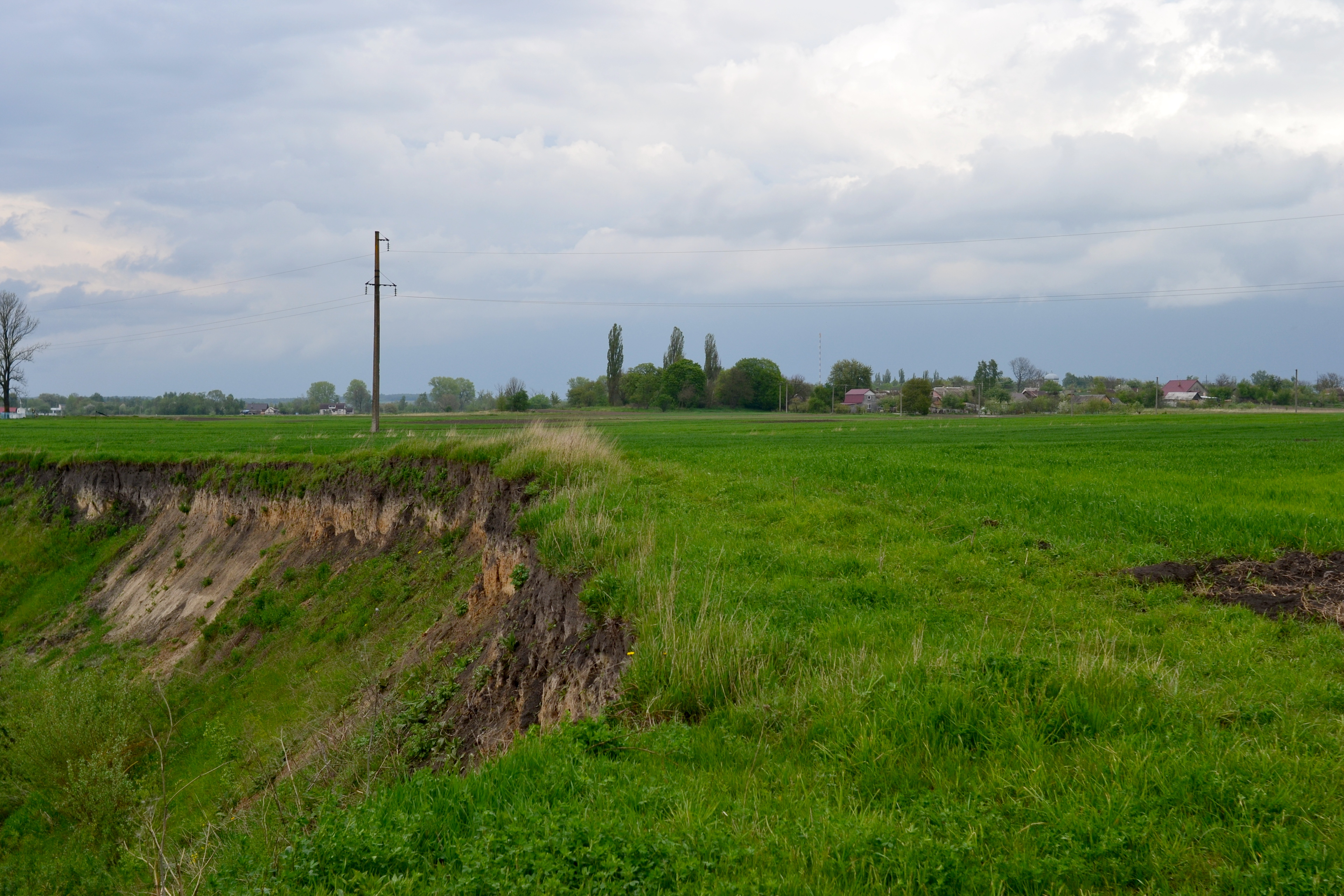
Поселення Литовеж-1 (за 0,5 км на південь від села, на правому березі р.Західний Буг)
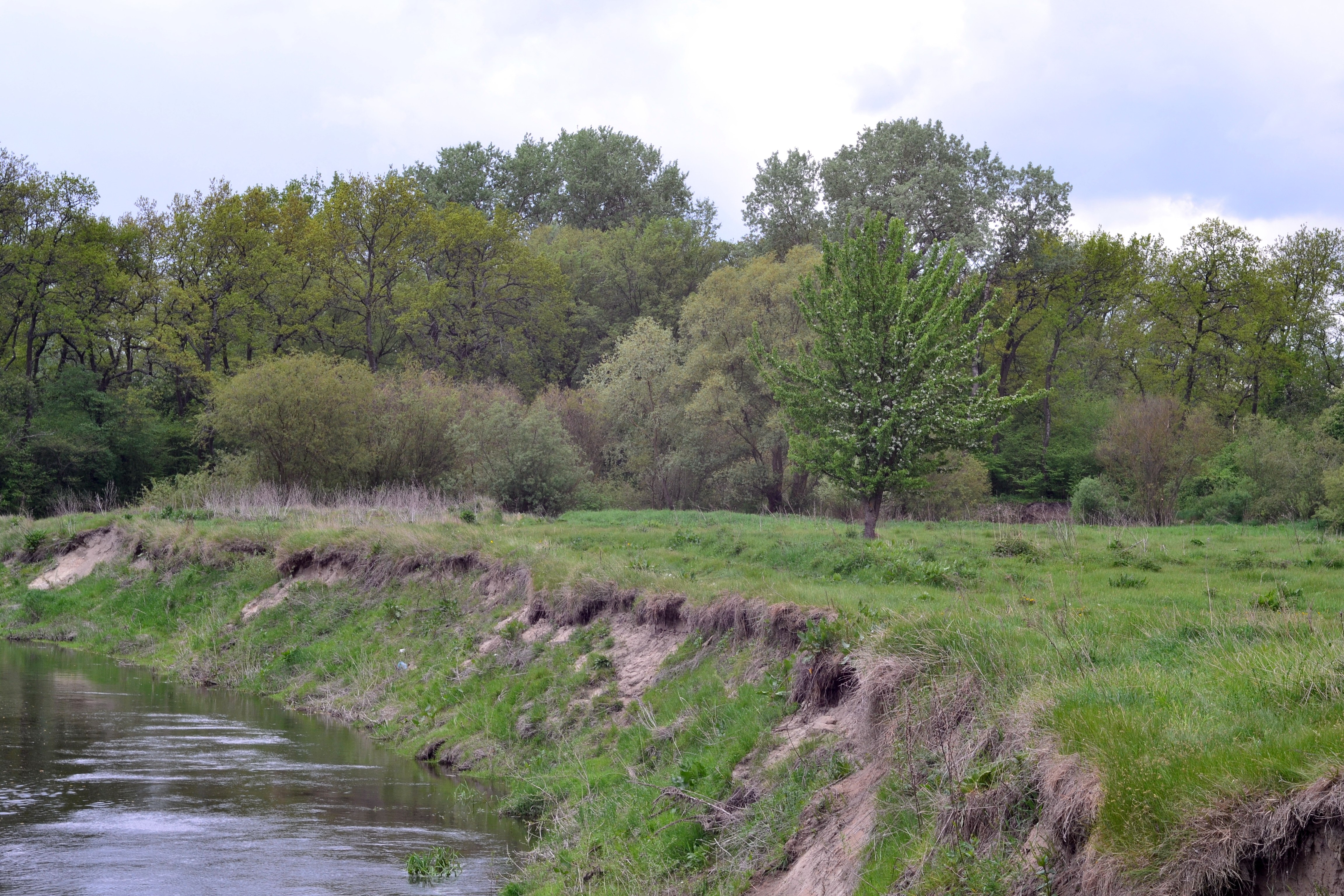
Поселення Литовеж-2 (за 1,5 км на південь від села, на правому березі р.Західний Буг)
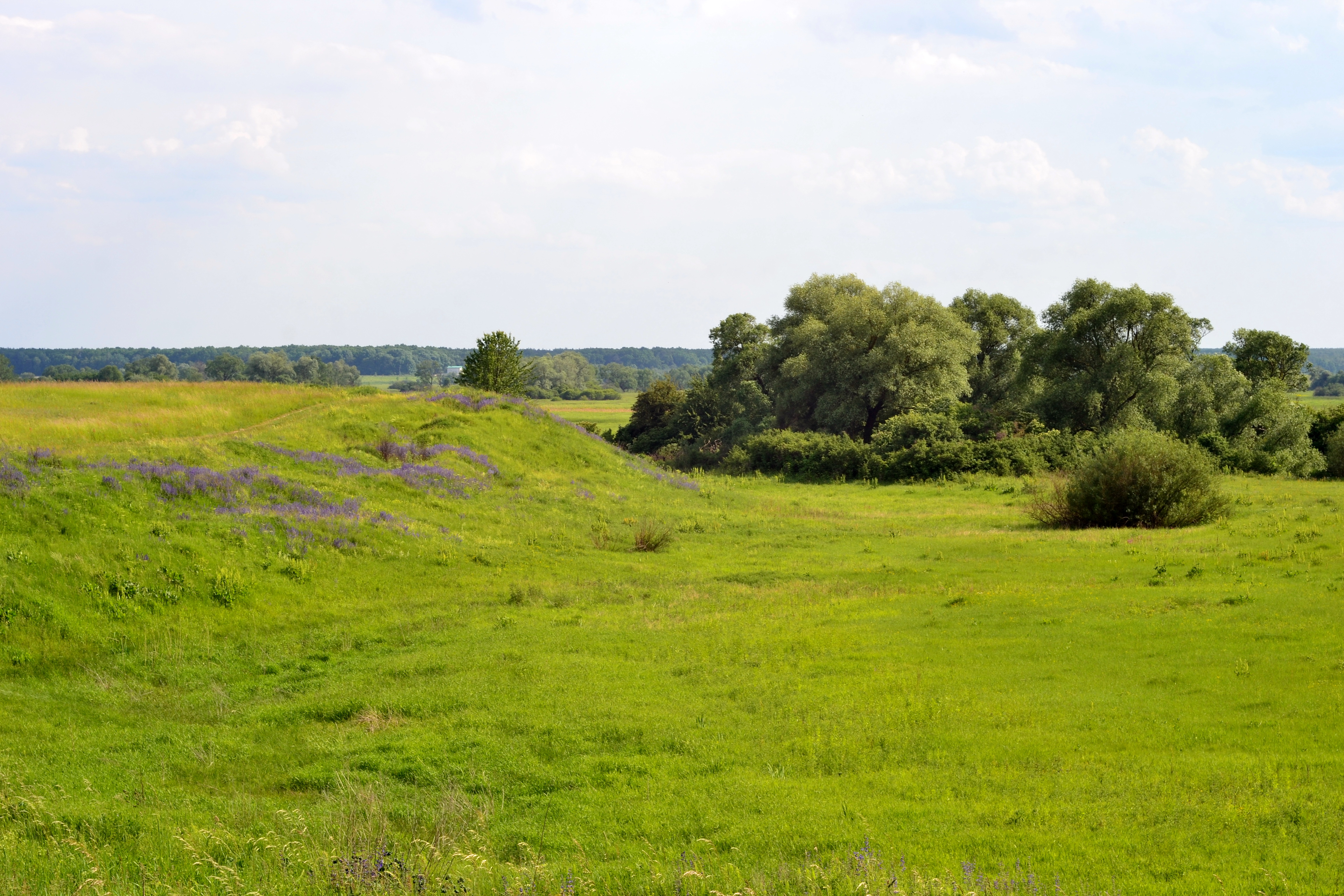
Поселення Литовеж-3 (за 0,7 км на північний захід від села, на правому березі р.Західний Буг)
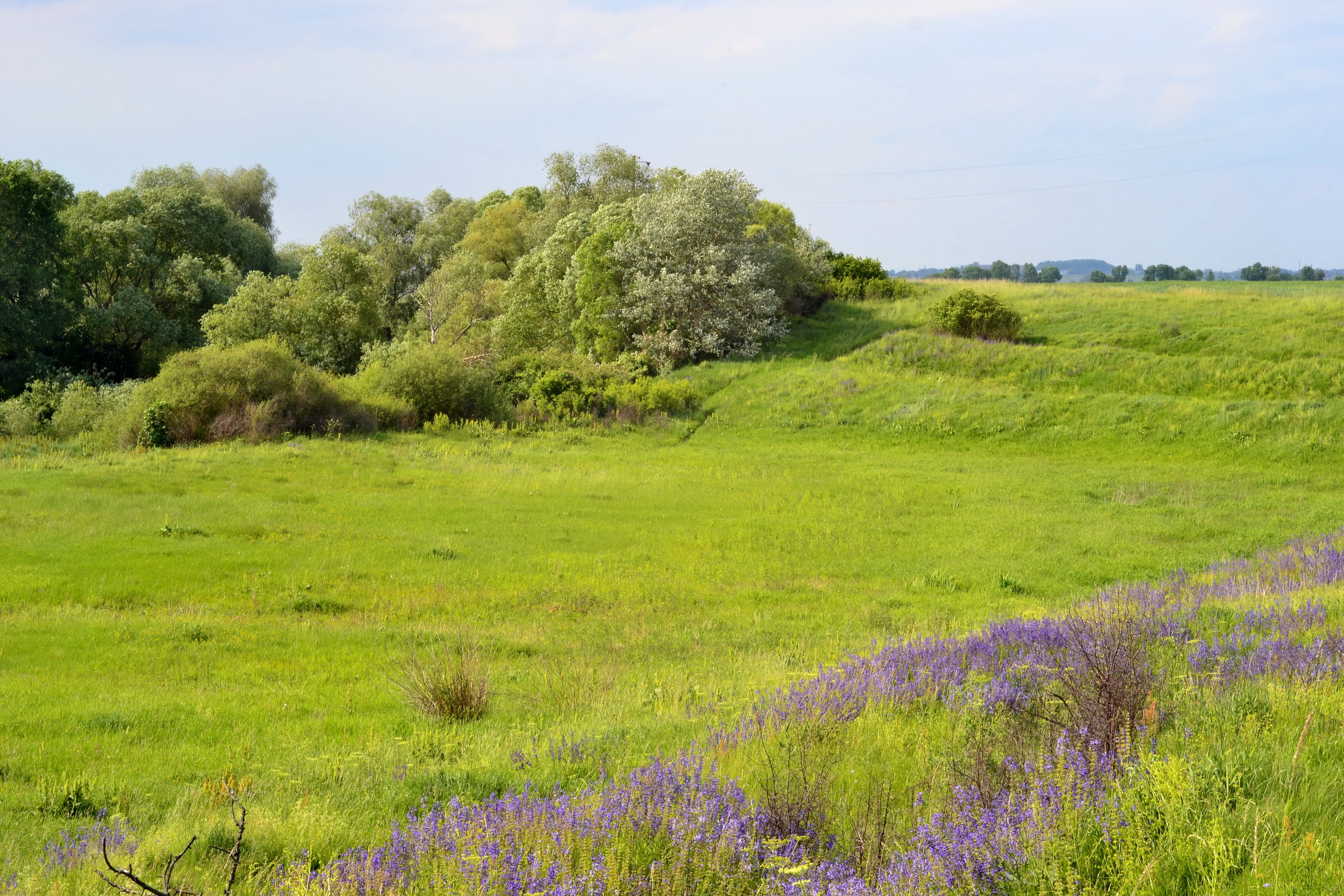
Ґрунтовий могильник Литовеж-4 (на березі р.Західний Буг, біля хутора)
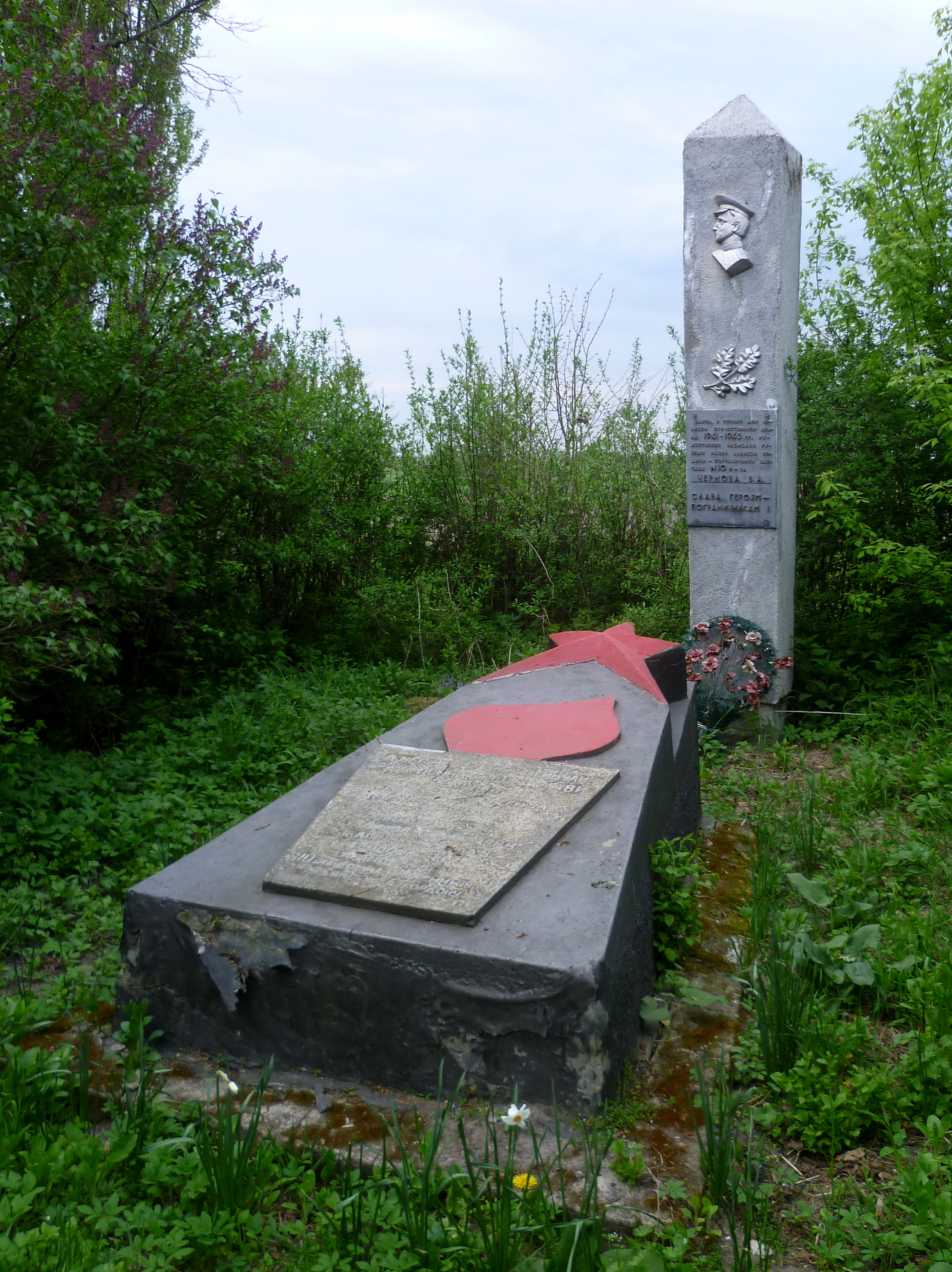
Пам'ятник на честь воїнів-прикордонників 10-ї застави
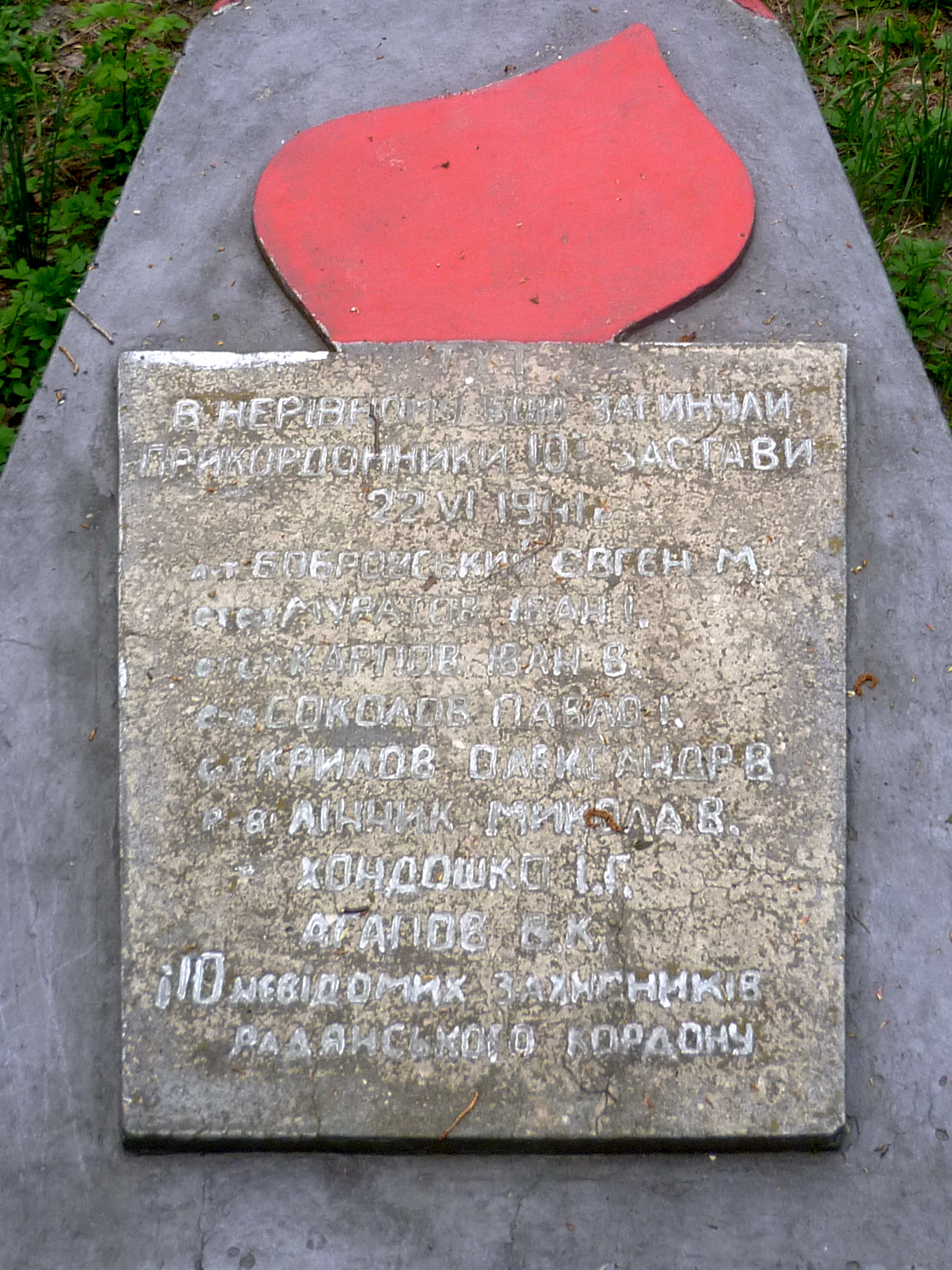
Плита на пам’ятнику на честь воїнів-прикордонників 10-ї застави
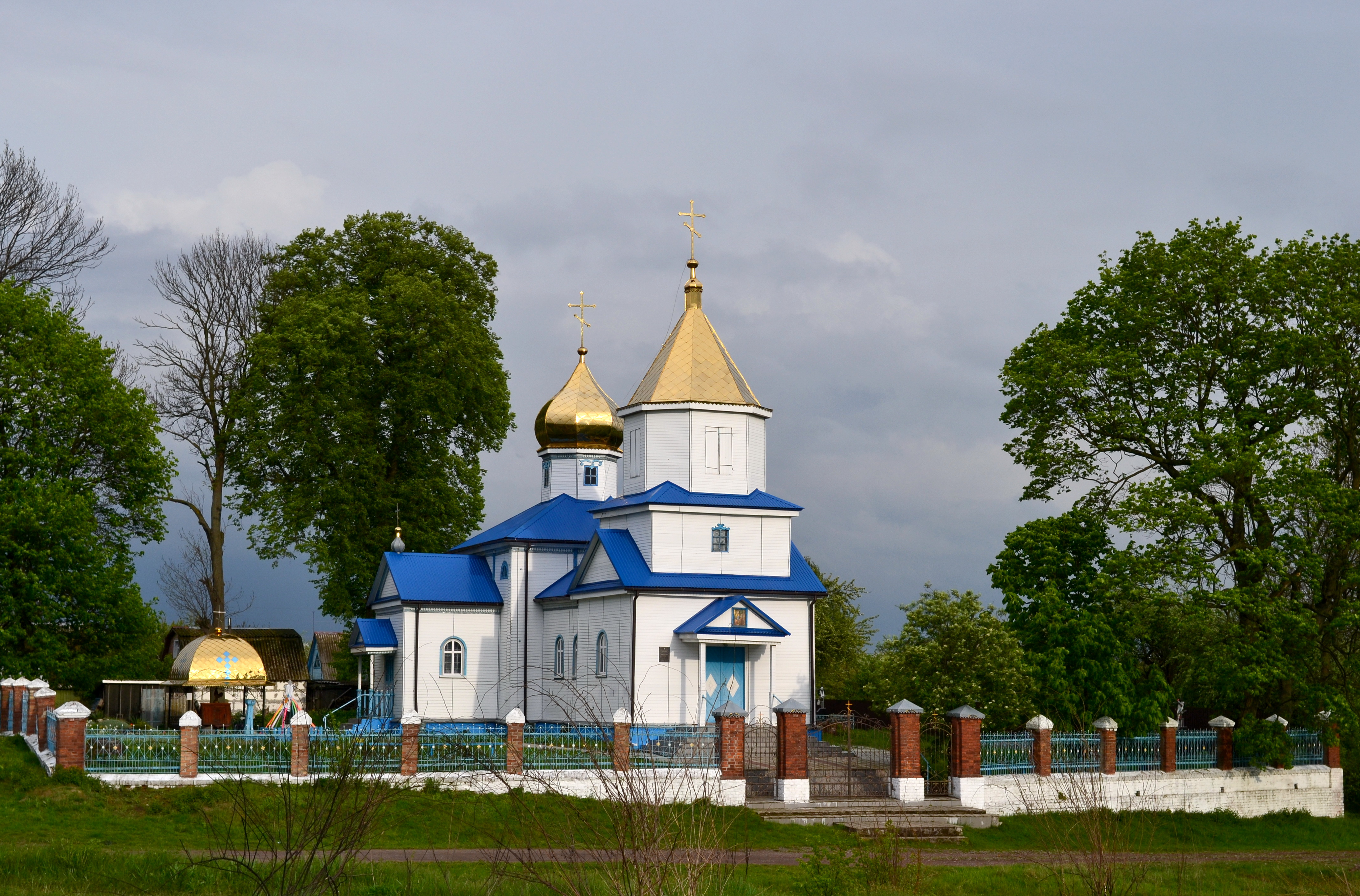
Введенська церква у 2017 році
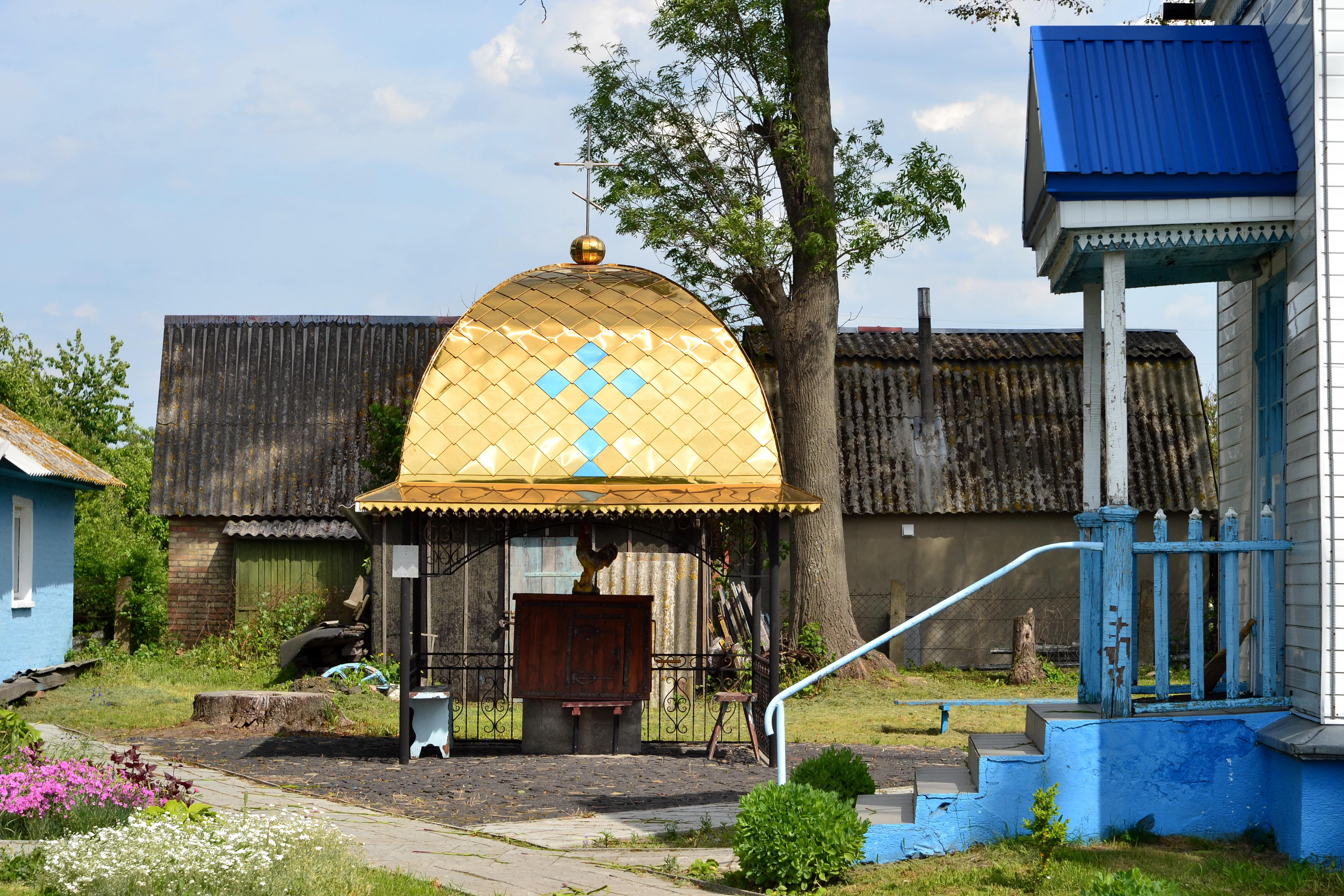
Криниця на території Введенської церкви
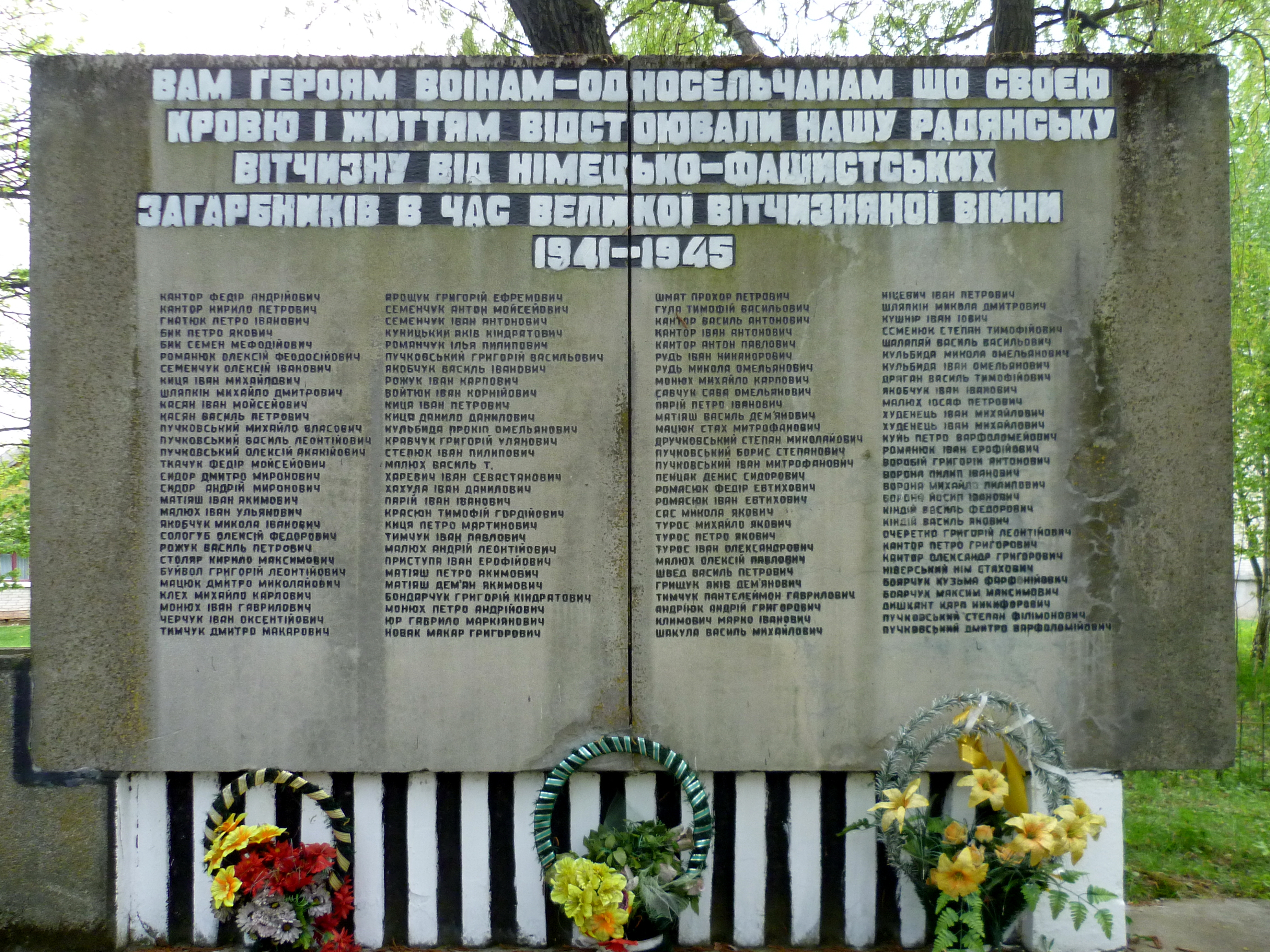
Перелік загиблих односельчан у роки Другої Світової війни на пам’ятнику землякам